# Divalinga quadrisulcata
Divalinga quadrisulcata är en musselart som först beskrevs av d'Orbigny 1842.  Divalinga quadrisulcata ingår i släktet Divalinga och familjen Lucinidae. Inga underarter finns listade i Catalogue of Life.